# Emmer

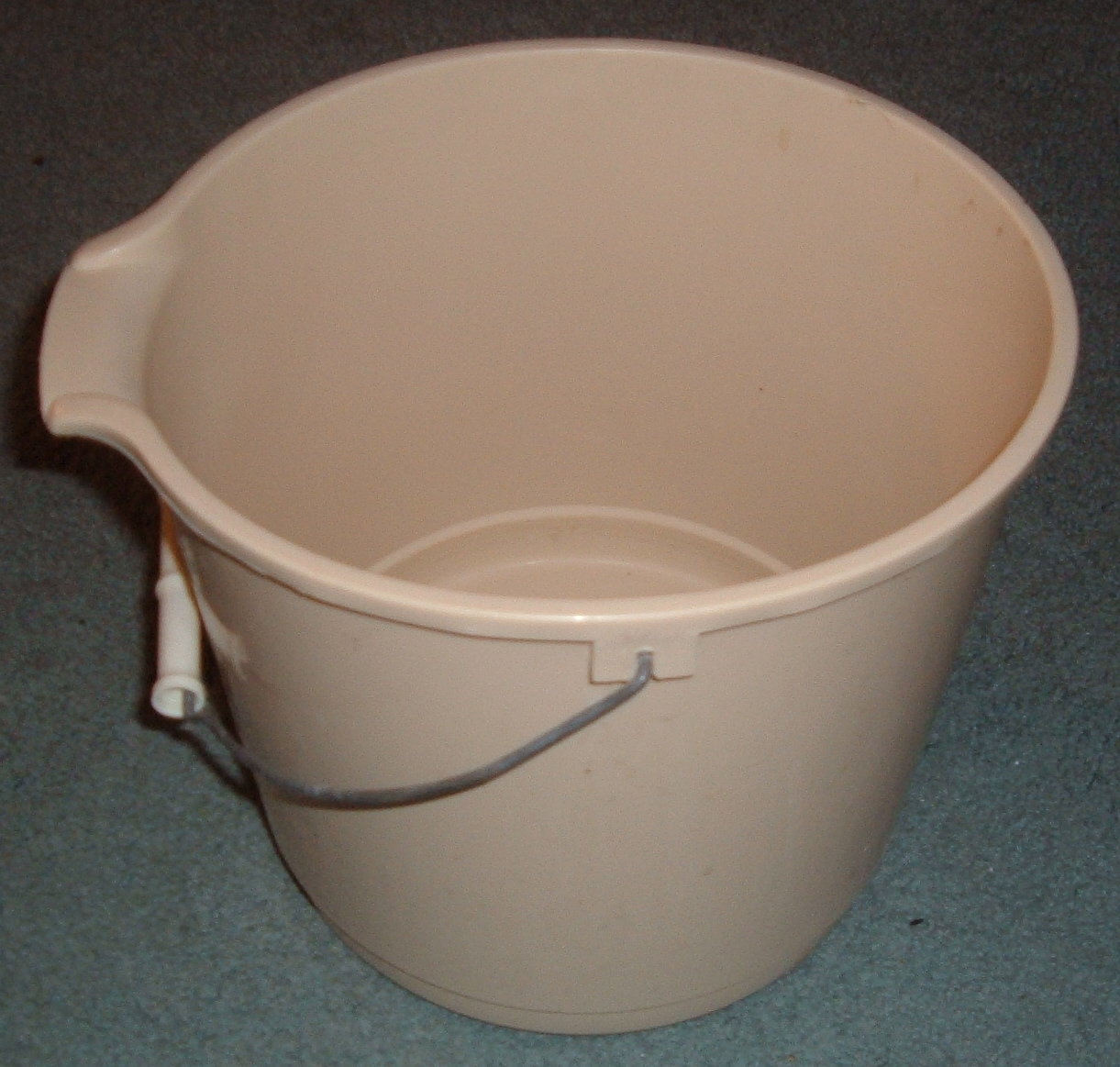
Een kunststoffen emmer met hengsel en schenktuit

Een emmer is een waterdicht vat dat aan een hengsel gedragen en meestal gebruikt wordt voor het vervoer van vloeistoffen.
Emmers kunnen van hout, leer of metaal gemaakt worden, kunststof is tegenwoordig de gebruikte grondstof. De inhoud van een huishoudemmer is ongeveer 10 liter. De inhoud van een bouwemmer is circa 12 liter. Grijze emmers gebruikt in de veehouderij hebben een inhoud van 12 of 20 liter.
Al in het stenen tijdperk werden houten emmers gemaakt. Deze konden worden gedragen door middel van een touw dat aan weerszijden door een gat werd gestoken en geknoopt.
Naast hout werd in het verleden ook leer gebruikt als materiaal om emmers van te maken. Deze emmers waren licht en gemakkelijk te vervoeren. Ze werden bij het blussen van branden vaak ingezet. Tussen de plaats van de brand en de dichtstbijzijnde watervoorraad werd een keten van mensen gemaakt, die de emmers met water aan elkaar doorgaven. Op deze manier kon met weinig inspanning veel water worden getransporteerd.
Later was zink een belangrijk materiaal voor de vervaardiging van emmers. Dit werd in de 2e helft van de 20e eeuw vervangen door kunststof, bijvoorbeeld polypropyleen of polyethyleen.
Kenmerkend voor de emmer is het hengsel, ook beugel genaamd. Een zinken emmer heeft bovendien een ronde voet. De inhoud ervan bedraagt typisch 30 liter. Er zijn echter ook kleinere maten leverbaar, die 20 of 12 liter kunnen bevatten.

## Afbeeldingen

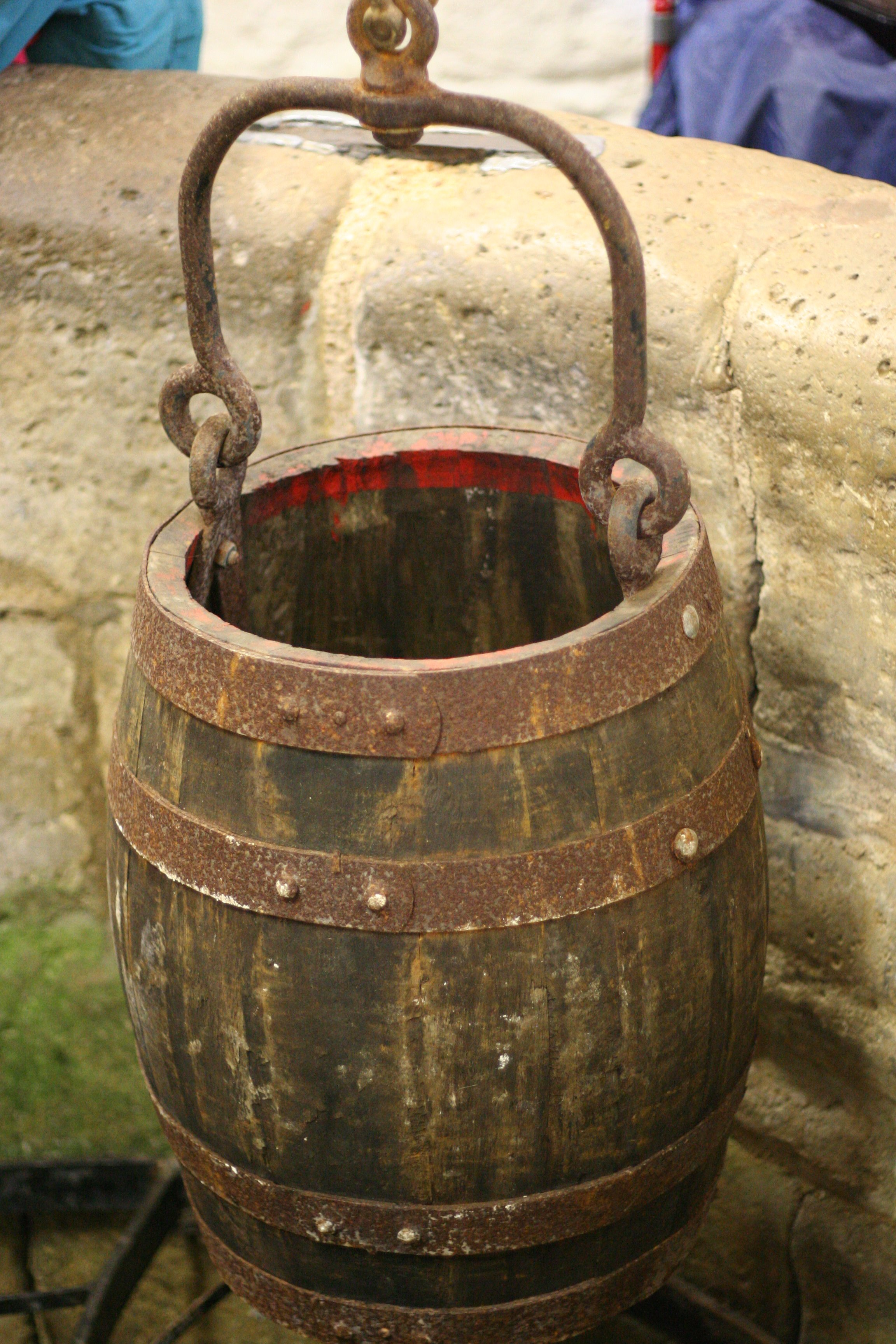
Een houten emmer (voor het gebruik bij een waterput) bij Carisbrooke Castle
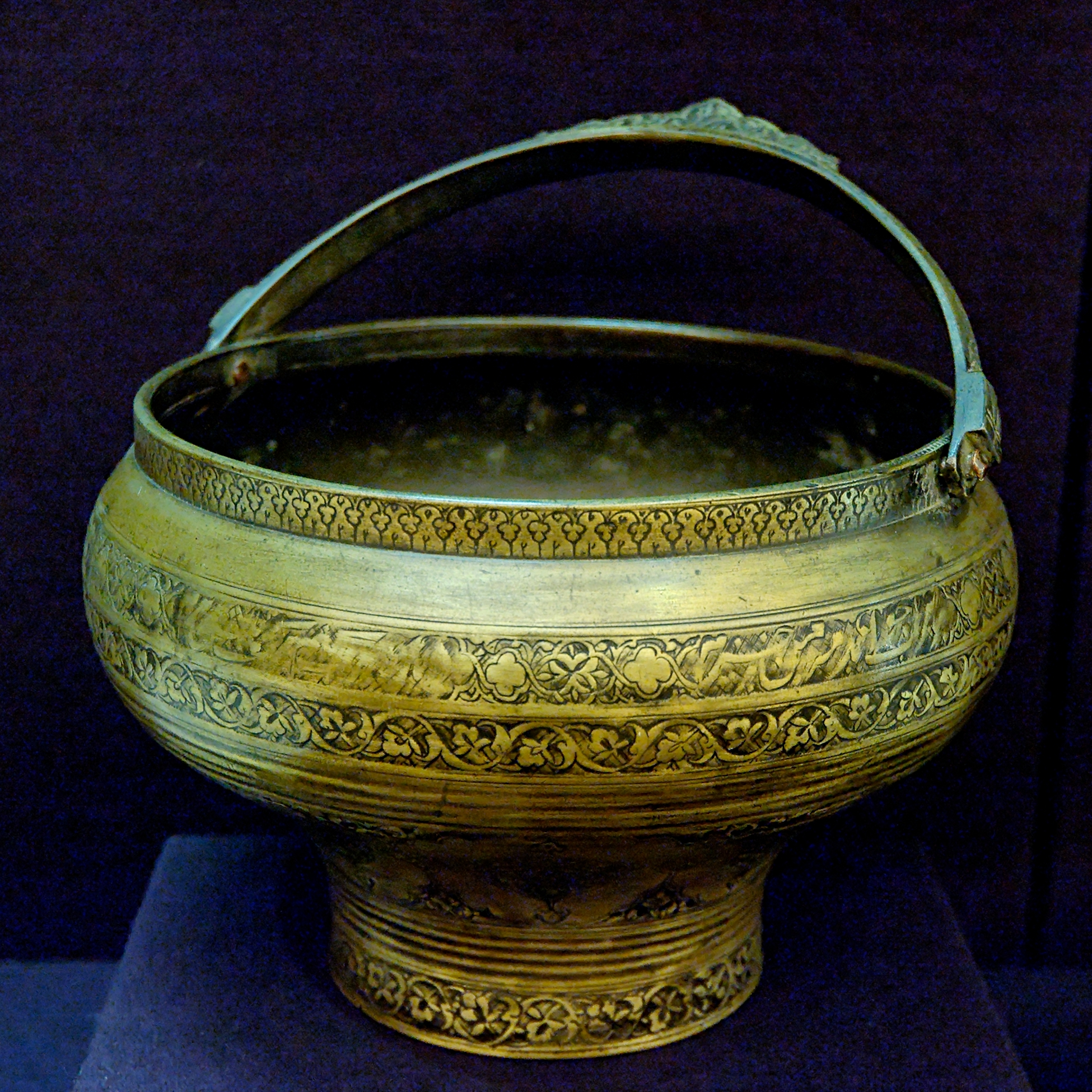
Een bronzen emmer met een Perzisch gedicht over baden, Louvre (Iran, ca. 1600)
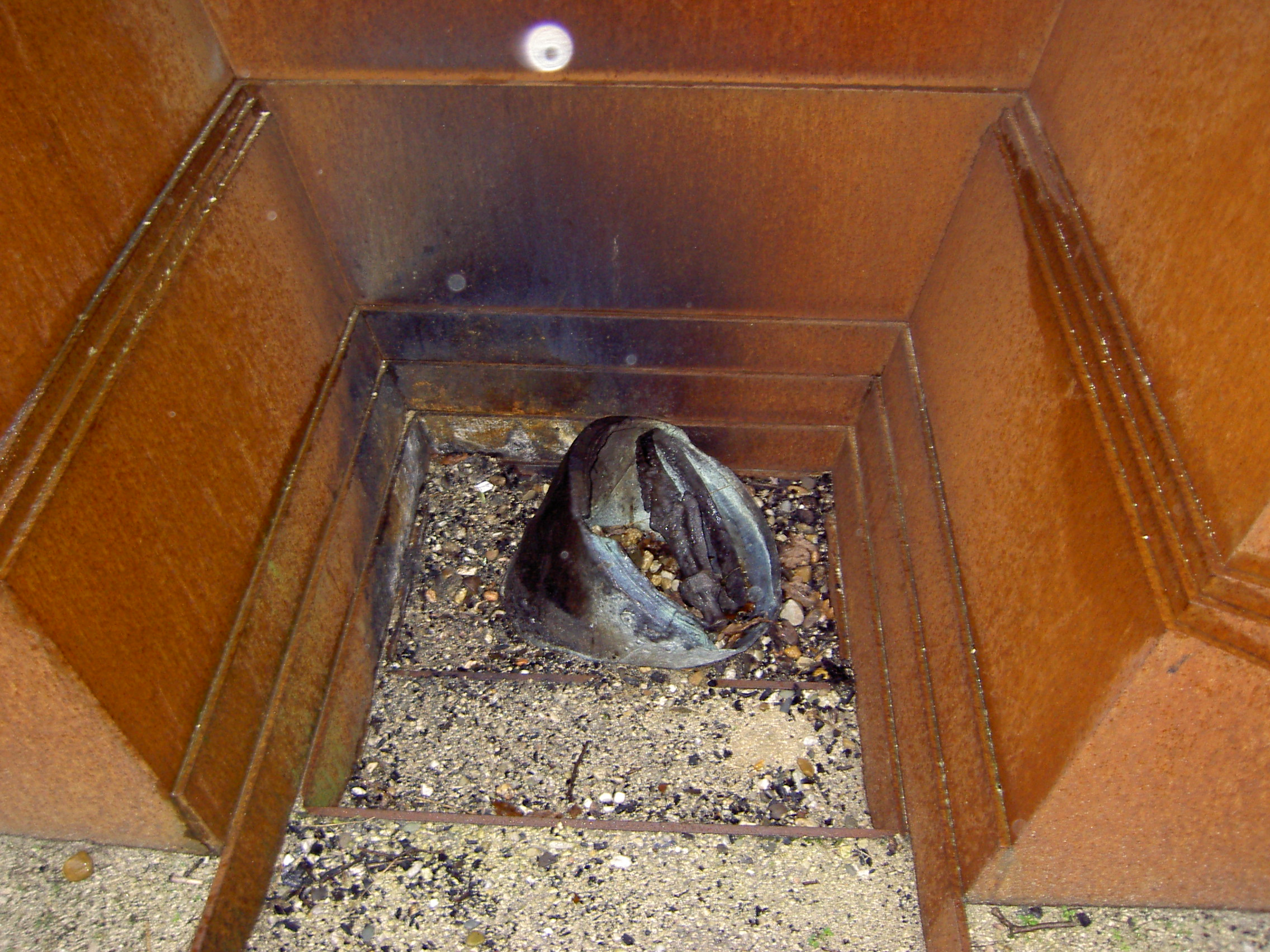
Replica van een situla, een bronzen wijnemmer, in het Vorstengraf (Oss)
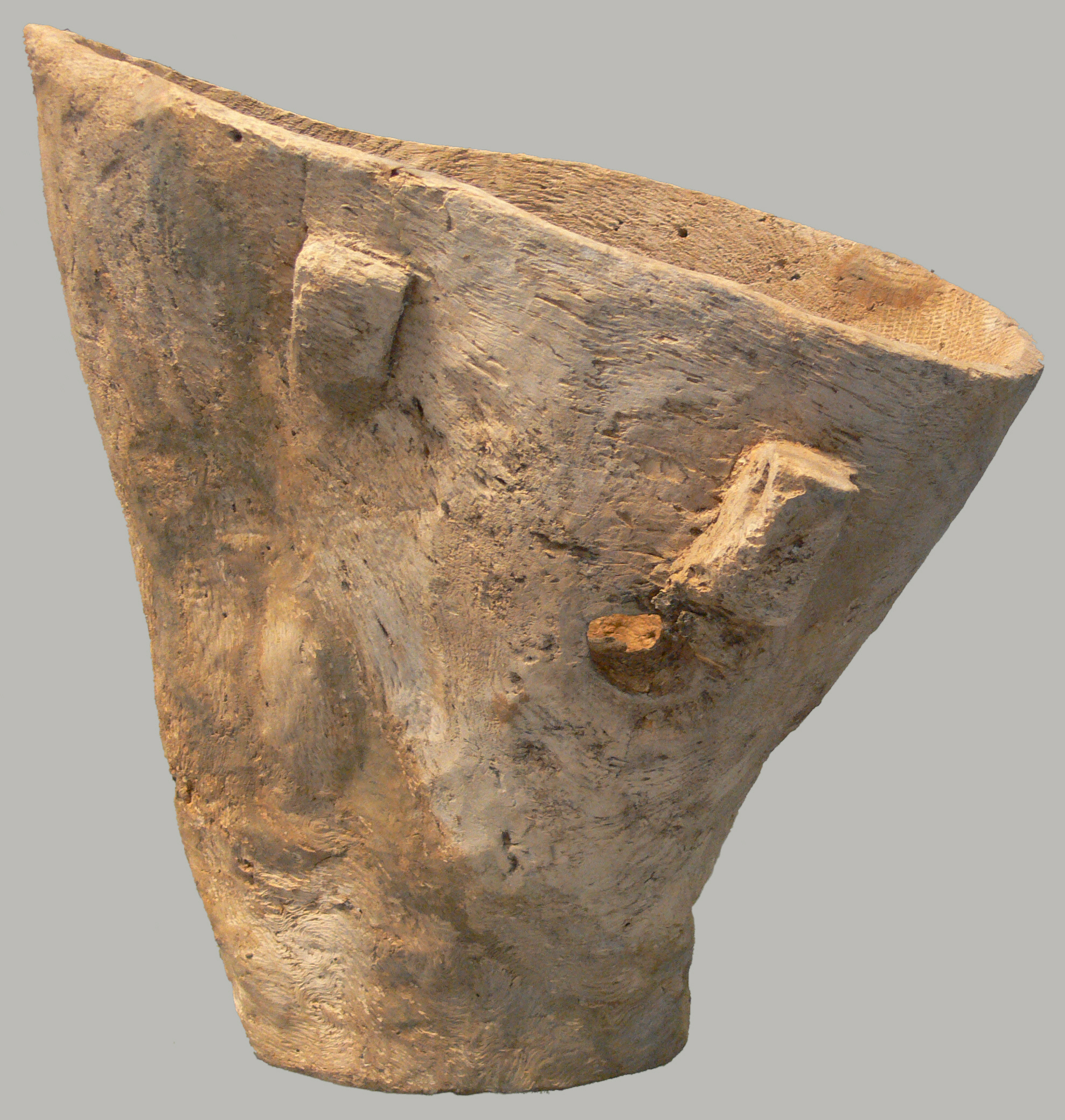
Houten emmer van ca. 3700 v.Chr., gevonden in Reute bij Bad Waldsee, Duitsland
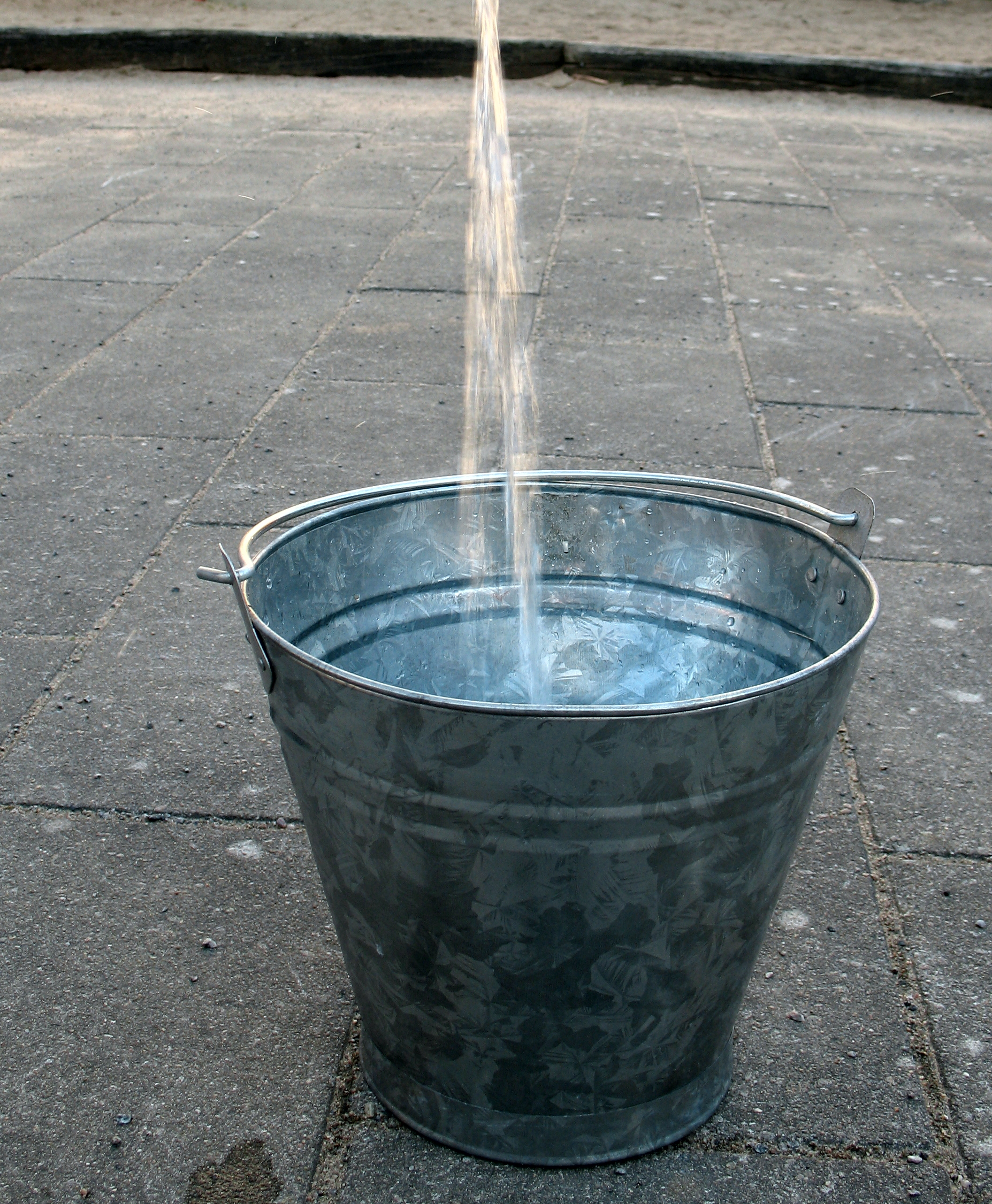
Een metalen emmer
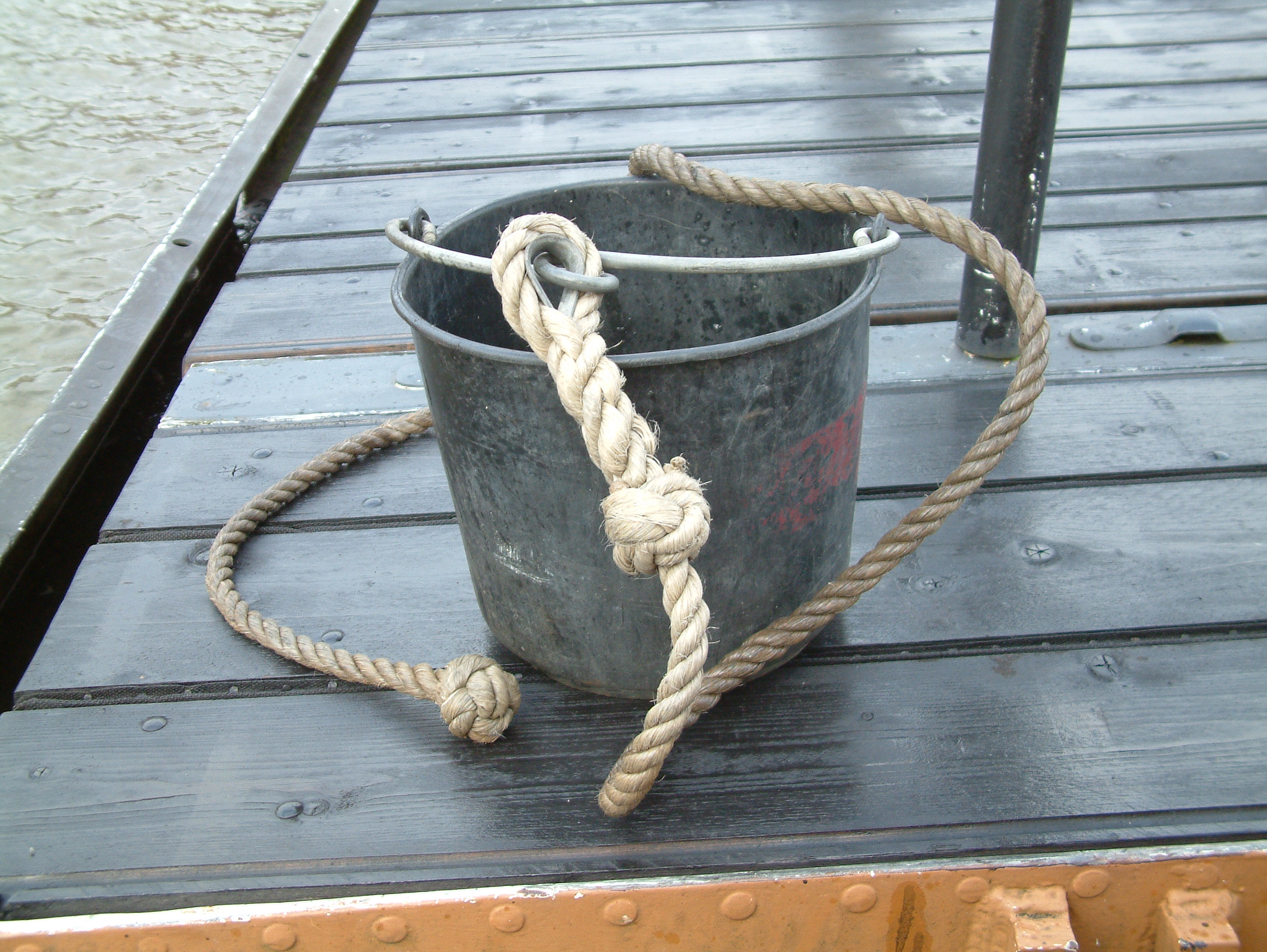
Een puts wordt gebruikt op schepen
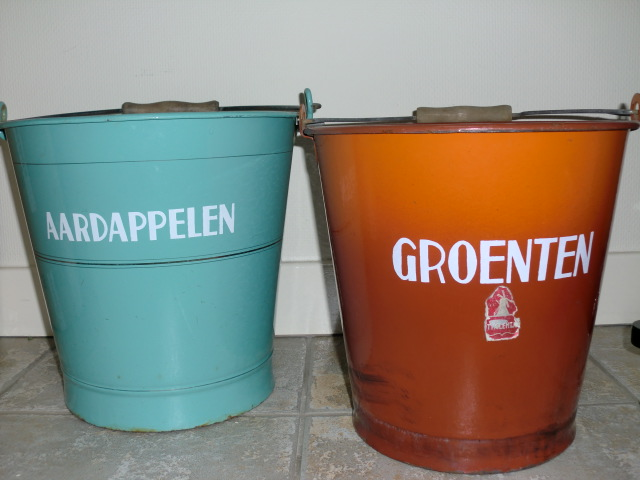
Aardappel- en groente-emmer van emaille
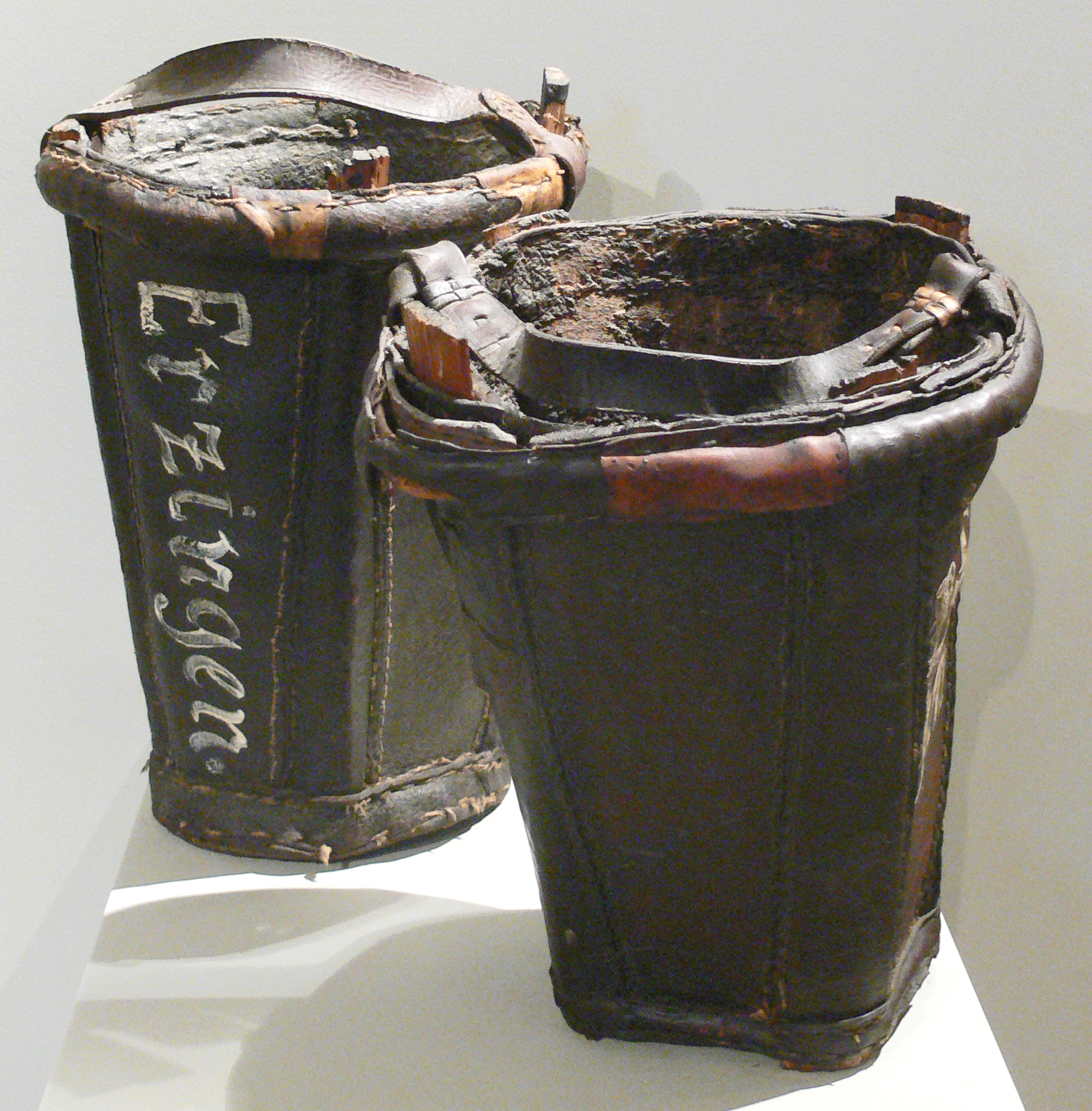
Twee leren emmers, deze werden gebruikt bij het bestrijden van brand
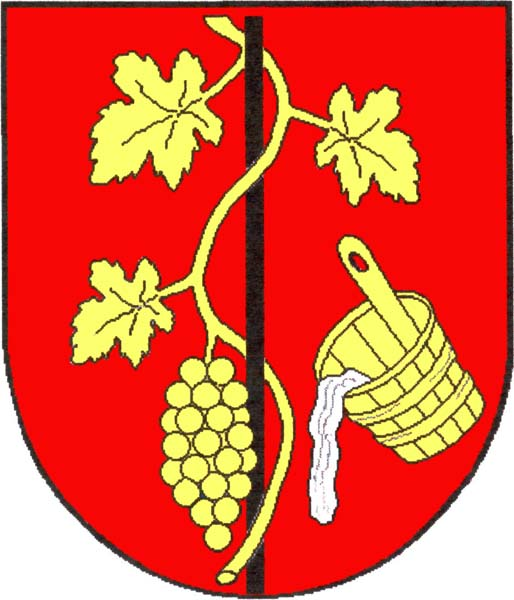
Een emmer als symbool in de heraldiek, hier in het wapen van Stavěšice
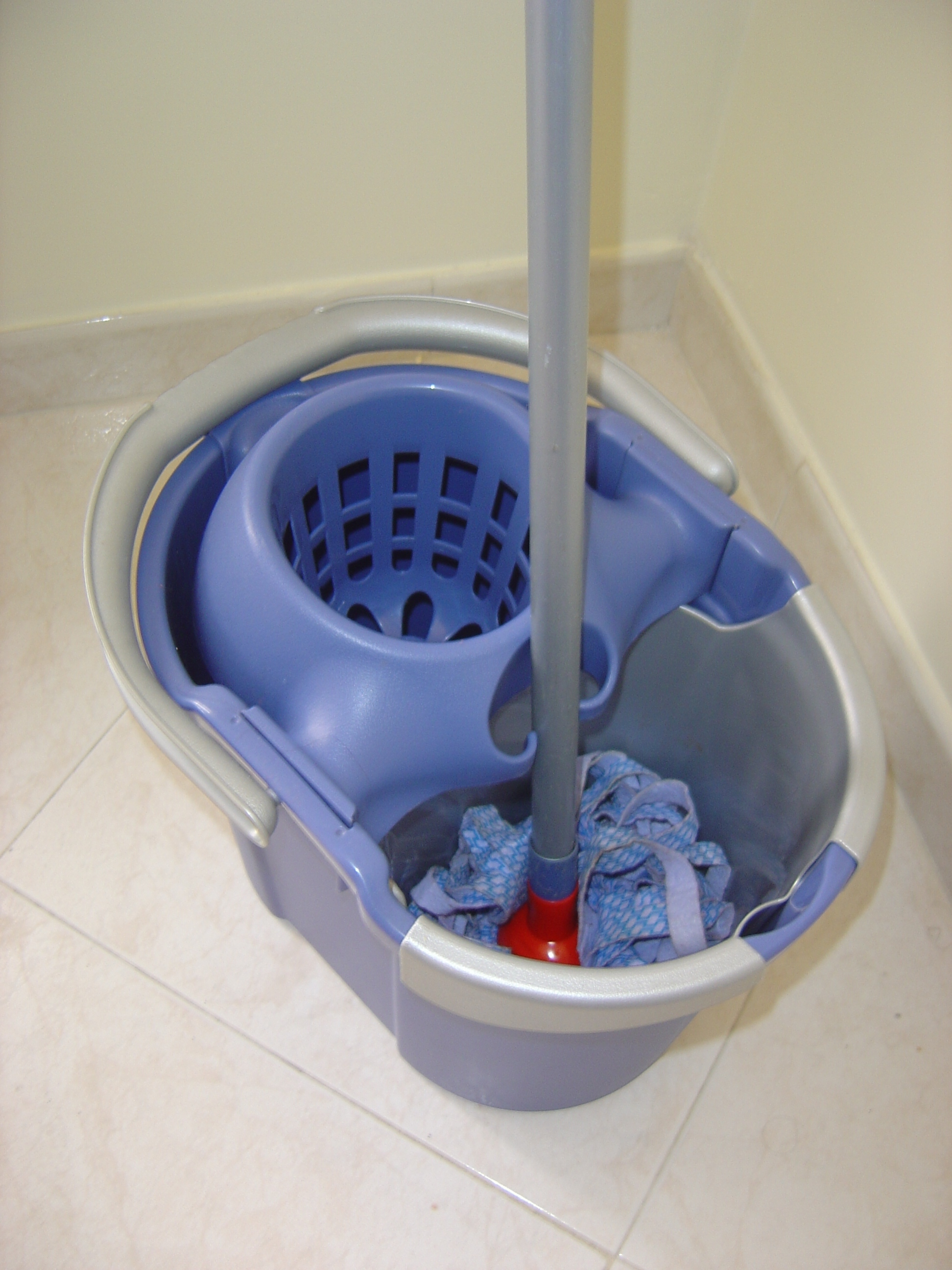
Een gesofisticeerde emmer met een dweil en een wringer